# Convolvulus palaestinus
Convolvulus palaestinus är en vindeväxtart som beskrevs av Pierre Edmond Boissier. Convolvulus palaestinus ingår i släktet vindor, och familjen vindeväxter. Inga underarter finns listade i Catalogue of Life.